# Mindörökké karácsony
A Mindörökké karácsony (eredeti cím: Frozen in Time) 2014-ben bemutatott  amerikai 3D-s számítógépes animációs tévéfilm. A forgatókönyvet Melissa Rundle írta, az animációs filmet Alex Leung rendezte, a zenéjét Michael Richard Plowman szerezte, a producere Susan Norkin és Heather Puttock volt. Az Kickstart Productions készítette.
Amerikában 2014 novemberében mutatták be a Disney Channelen, míg Magyarországon 2015. december 6-án debütált.

## Cselekmény
| Név            | Eredeti hang   | Magyar hang       |
| -------------- | -------------- | ----------------- |
| Eric Purtle    | Valin Shinyei  | Nagy Gereben      |
| Patty          | Alyssya Swales | Károlyi Lili      |
| Nagyapa        | Edward Asner   | Szélyes Imre      |
| Mikulás        | Richard Newman | Dézsy Szabó Gábor |
| Bob            | Colin Murdock  | Király Adrián     |
| Brody          | Drake Bell     | Minárovits Péter  |
| Carol          | Mira Sorvino   | Sallai Nóra       |
| Manó           | TBA            | Szokol Péter      |
| Sportos gyerek | TBA            | Baráth István     |
| Konyha         | TBA            | Sörös Miklós      |
| Kislány        | TBA            | Pál Zsófia        |
| Kislány        | TBA            | Szűcs Anna Viola  |